# Pinanga rupestris
Pinanga rupestris är en enhjärtbladig växtart som beskrevs av John Dransfield. Pinanga rupestris ingår i släktet Pinanga och familjen Arecaceae. Inga underarter finns listade i Catalogue of Life.